# Offin
Offin – miejscowość i gmina we Francji, w regionie Hauts-de-France, w departamencie Pas-de-Calais.
Według danych na rok 1990 gminę zamieszkiwało 187 osób, a gęstość zaludnienia wynosiła 35 osób/km² (wśród 1549 gmin regionu Nord-Pas-de-Calais Offin plasuje się na 1023. miejscu pod względem liczby ludności, natomiast pod względem powierzchni na miejscu 651.).